# Hersilia orvakalensis
Espèce
Hersilia orvakalensis est une espèce d'araignées aranéomorphes de la famille des Hersiliidae.

## Distribution
Cette espèce est endémique d'Inde. Elle se rencontre en Andhra Pradesh et au Haryana,.

## Étymologie
Son nom d'espèce, composé de orvakal et du suffixe latin -ensis, « qui vit dans, qui habite », lui a été donné en référence au lieu de sa découverte, Orvakal.

## Publication originale
- Javed, Foord & Tampal, 2010 : A new species of Hersilia Audouin, 1826 (Araneae: Hersiliidae) from India, with notes on its natural history. Zootaxa, no 2613, p. 40-50.